# تود ساک (آرکانزاس)
تود ساک (به انگلیسی: Toad Suck) یک منطقهٔ مسکونی در ایالات متحده آمریکا است که در شهرستان پری، آرکانزاس واقع شده‌است. تود ساک ۹۲٫۹۷ متر بالاتر از سطح دریا واقع شده‌است.